# Hazug haldoklás (Family Guy)
A Hazug haldoklás (angolul If I'm Dyin', I'm Lyin', további ismert magyar címe: Halj meg a Strand törvényeiért) a Family Guy második évadjának a kilencedik része. Összességében ez a tizenhatodik rész. Az epizódot először az amerikai FOX csatorna mutatott be 1999. április 4-én, egy héttel a nyolcadik epizód után. Magyarországon a Comedy Central mutatta be 2008. október 21-én.
|  | Alább a cselekmény részletei következnek! |

## Cselekmény
Chris iskolai eredménye romlik, ezért Lois eltiltja a tévézéstől, amíg nem javulnak a jegyei. Lois azt javasolja Peternek, hogy segítsen Chrisnek a tanulásban. Egy hét múlva Peter azt hazudja Loisnak, hogy már tanultak, hogy Chrissel megnézhessék a Gumbel 2 Gumbel (A strand törvénye) című krimi sorozat következő epizódját, melynek főszereplői Bryant és Gred Gumbel. Az epizódot azonban törölték, ezért Peter Chrissel elmegy a tévéstúdióba, ahol éhségsztrájkkal fenyegetőzik, de kudarcot vall. Ezután a „Merj nagyot álmodni” alapítványhoz megy, ahol azt mondja, hogy Chris egy igen ritka halálos betegségben, „tumorsyphilisitisosis”-ban szenved, melynek tünete, hogy mellbimbók (amely igazából szalámi szeletek) nőnek a testén, és egyetlen vágya, hogy nézhesse a kedvenc sorozatát.
Az alapítványnak tetszik Chris betegsége (amely szerintük izgatóan hangzik), így hát létrejön az egyezség az alapítvány és az NBC között. Műsorra tűzik a filmet, de cserébe azt kérik, hogy megkapják Chris halálának kizárólagos filmezési jogait. Peter nagyon örül, hogy újra vetítik a filmet, Chris pedig előnyszerzésre használja képzelt betegségét az iskolában. Peter bepánikol, amikor egyik este fáklyás virrasztást tartanak a házuk előtt, majd megjelenik a tévétársaság, hogy Chris teljesítse a szerződés ráeső részét. Lois megtudja, hogy mi történt, és követeli, hogy mondja el az igazságot nekik. Peter, miután megtudja, hogy egy jótékonysági szervezet sérelmére elkövetett csalásért akár börtönbe is zárhatják, azt mondja, hogy meggyógyította Christ, mert isteni hatalma van.
Peter nagy tekintélyre tesz szert, mint gyógyító, és az emberek istenként kezdik imádni, amit lassan maga is kezd elhinni. Odáig jutnak imádói, hogy teljesítik minden kívánságát, amivel Peter vissza is él. Végül már kezdenek úgy öltözködni, mint ő, bálványozzák, és egy nagy arany szobrot emelnek a tiszteletére. Lois és Brian győzködik Petert, hogy vallja be végre, hogy ő nem isten, máskülönben kivívja maga ellen Isten haragját. Isten valóban megunja a dolgot, és egyiptomi 10 csapáshoz hasonlatos módon sújtja a Griffin családot. Először áramszünet lesz. Brian vakarózni kezd a bolháktól. Chris arca ragyás lesz. Stewie fürdővize vérré változik, amikor Meg fürdeti. Peter szentül hiszi, hogy mindenre van logikus magyarázat, míg nem békák kezdenek ugrálni ki az inge alól, ezért Peter úgy dönt, hogy elmondja az igazat, és bocsánatért esedezik az igazi Istenhez. Ennek ellenére közeledik az utolsó csapás, az elsőszülött halála: egy villámcsapástól kidől az aranyszobor és Chrisre esik. Peter tovább könyörög bocsánatért, míg végül Isten meggyőződik róla, hogy elérte a célját, és leállítja a csapásokat, meghagyva Chris életét.

## Külső hivatkozások
- Hazug haldoklás az Internet Movie Database-ben (angolul)
- Hazug haldoklás a Rotten Tomatoeson (angolul)
- Hazug haldoklás a Box Office Mojón (angolul)